# ماجدة سزيبانسكي
ماجدة سزيبانسكي هي ممثلة أسترالية ولدت في 12 أبريل 1961.